# Habitation à bon marché
Pour les articles homonymes, voir HBM (homonymie).

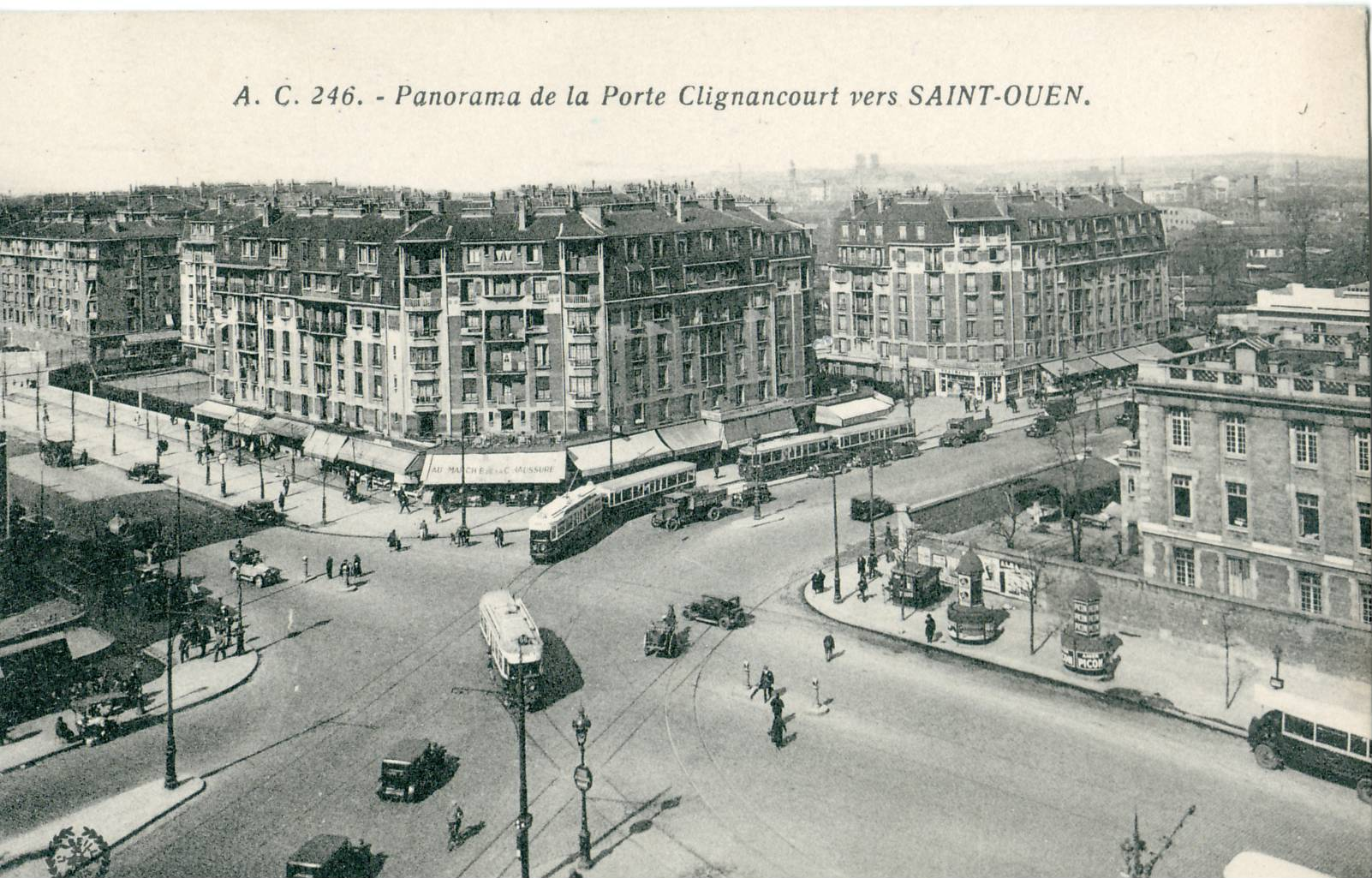
Les HBM parisiens de la porte de Clignancourt.

Les habitations à bon marché, très souvent appelées HBM, correspondaient jusqu'en 1950 en France aux actuelles habitations à loyer modéré (HLM). Si les constructions réalisées dans la Zone à Paris dans l'entre-deux-guerres sont les plus connues, des HBM ont été bâties avant la guerre et dans l'ensemble de la France. Ce type de logement populaire prend sa forme autonome avec la loi Siegfried du 30 novembre 1894, qui crée l'appellation d'« habitations à bon marché » (HBM), incitant ainsi la mise à disposition de logements à prix social avec une exonération fiscale.

## Histoire

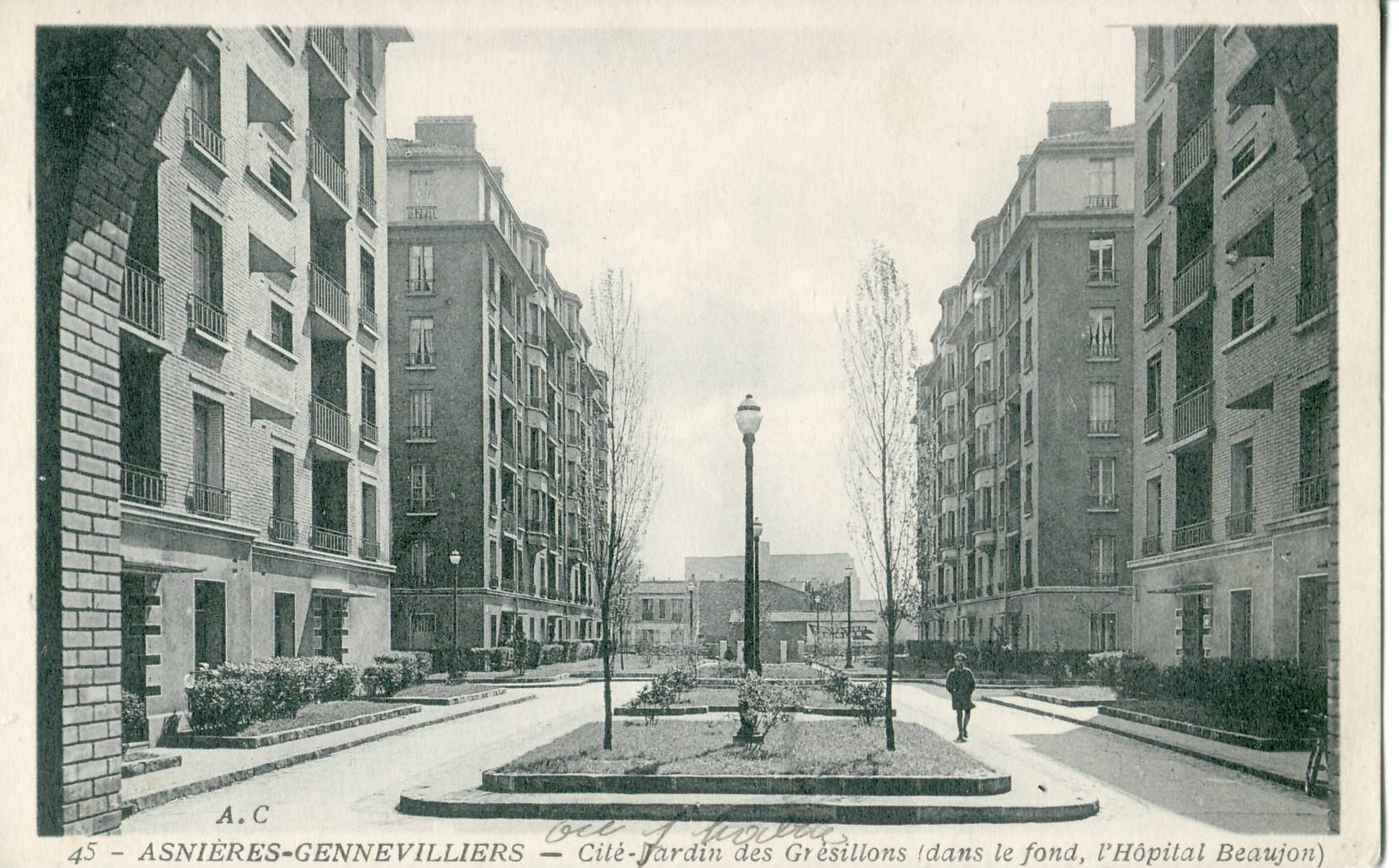
La Cité jardin des Grésillons, à Asnières-sur-Seine, construite par les HBM de la Seine.

Jusqu'au XIXe siècle, le logement relève uniquement du marché, hors de la compétence des pouvoirs publics. La révolution industrielle emploie une masse d'ouvriers qu'il faut loger. Des employeurs y pourvoient par des cités ouvrières ou corons. Par ailleurs, des organismes d'assistance et de charité (réformateurs sociaux, philanthropes comme la fondation Lebaudy créée en 1903 et la Fondation Rothschild en 1904) proposent deux types de logement, le pavillon en accession à la propriété ou le locatif dans des immeubles d'appartements.
Toutefois, la mauvaise qualité de l'habitat ouvrier appelle l'intervention de l'État. L'épidémie de choléra de 1832 fait près de 20 000 victimes et les docteurs Parent-Duchâtelet et Villermé mettent en cause l'insalubrité et l'exiguïté des logements, ou taudis, des plus pauvres. La première initiative étatique prend la forme en 1849 de la cité Napoléon, première cité ouvrière de Paris. Sous l'impulsion de philanthropes et hygiénistes, une première loi est votée en 1850 contre le logement insalubre. À l'issue du premier Congrès international des Habitations à Bon Marché à Paris en juin 1889, la Société française des habitations à bon marché (terme remplaçant celui d'habitation ouvrière) voit le jour.
L'industriel et député Jules Siegfried fait voter le 30 novembre 1894 une loi qui porte son nom, qui encourage la création d'organismes d'habitations à bon marché en mettant en place des exonérations fiscales et en donnant la possibilité d’utiliser les fonds de la Caisse des dépôts pour financer ces programmes. Cette loi est complétée par la loi soutenue par Paul Strauss en 1906, qui permet aux communes et aux Caisses d'épargne de financer le logement social et donc les sociétés HBM et qui définit le prix des loyers et les normes de salubrité : c'est la reconnaissance de la légitimité d'une « action publique » en France pour favoriser le logement social. La Caisse des dépôts, dépositaire des livrets A de la Caisse d'épargne, prêtant avec beaucoup de réticence, le municipalisme et radicalisme favorisent la création des Offices publics d'HBM (OPHBM) sur le modèle du dispositif parisien (emprunt à l'État de 200 millions de francs du Conseil de Paris en mars 1912 pour construire 26 000 logements ouvriers), Offices autorisés par la loi Bonnevay du 23 décembre 1912 et pouvant bénéficier de prêts bonifiés de l'État.
Après la Première Guerre mondiale, la question du logement devient cruciale, notamment à Paris et dans le département de la Seine. Le retard pris dans la construction, les destructions et l'afflux de populations provinciales et étrangères rendent le parc inadapté, insuffisant et insalubre.
Les réponses seront de deux ordres :
- l'une, d'initiative privée et non structurée, les lotissements ;
- l'autre d'initiative publique, les cités-jardins et les HBM.

Entre 1920 et 1930, de nombreux lotissements seront réalisés dans les départements de la Seine, Seine-et-Oise et Seine-et-Marne, sur une surface de l'ordre de 16 000 hectares (160 km2), soit près du double de la surface de Paris, profitant d'une amélioration des conditions de déplacement permises par le développement des lignes de trains de banlieue ou des tramways qui irriguent la proche et la moyenne banlieue.
En 1928, la loi Loucheur prévoit, dans le cadre des actions des offices de HBM (31 offices municipaux dans le département de la Seine), la construction de 200 000 logements HBM et 80 000 logements à loyer moyen en cinq ans avec l'aide financière de l'État.

## HBM parisiens

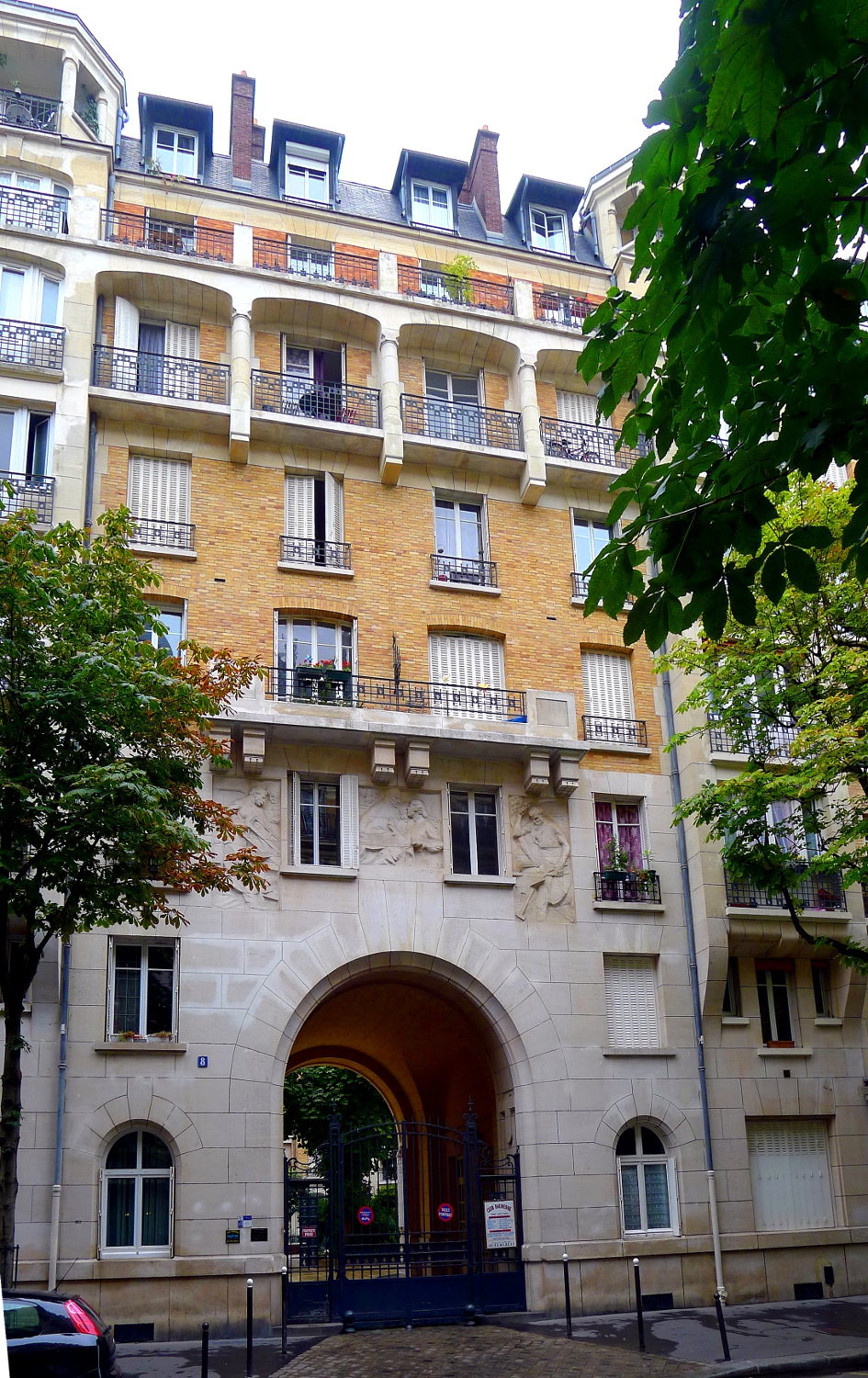
HBM de la Fondation Rothschild.

Avant la Première Guerre mondiale, la construction des premiers HBM est initiée par de riches philanthropes hygiénistes souvent au travers de fondations.
Liste non limitative:
| Promoteur                                 | Architecte(s)                                            | Nom                | Construction | Adresse                  | Arrondissement |
| ----------------------------------------- | -------------------------------------------------------- | ------------------ | ------------ | ------------------------ | -------------- |
| Fondation Rothschild                      | Auguste Labussière Henri-Paul Nénot Adolphe Augustin Rey |                    | 1905-1909    | 8 rue de Prague          | 12e            |
| Fondation du Groupe des Maisons Ouvrières | Auguste Labussière Célestin Longerey                     | Palais de la Femme | 1910         | 94 rue de Charonne       | 11e            |
| Fondation Singer-Polignac                 | Georges Vaudoyer                                         |                    | 1911         | 72 rue de la Colonie     | 13e            |
| Fondation de Madame Jules Lebaudy.        |                                                          |                    |              | 124-126 avenue Daumesnil | 12e            |
| Fondation du Groupe des Maisons Ouvrières | Auguste Labussière                                       |                    | 1913         | 5 rue de la Saïda        | 15e            |

Le souci de réduction des couts d'entretien poussent les architectes à utiliser majoritairement la brique en revêtement extérieur et à réduire les éléments décoratifs qui se limitent souvent à l'usage de briques de couleurs différentes.

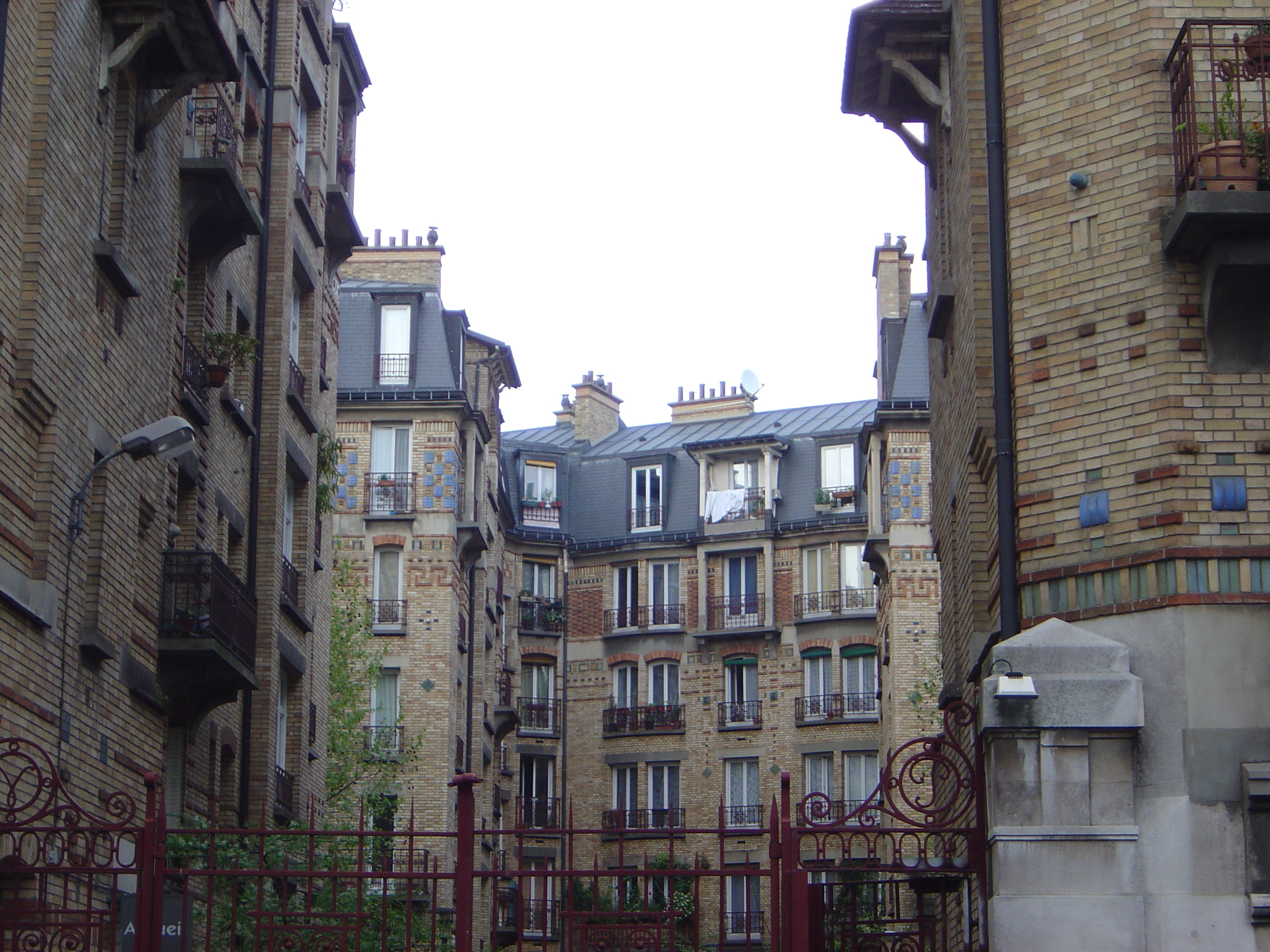
HBM de l'Office de la Ville de Paris, dans le 13e arrondissement de Paris.

Après la guerre, les gouvernements successifs décident la suppression de l'enceinte fortifiée de Paris, qui n'est plus adaptée aux besoins de la Défense, et d'aménager la partie située entre les boulevards des Maréchaux et la limite extrême de la zone de servitude militaire. Celle-ci était une zone non ædificandi, sur laquelle a été notamment tracé, par la suite, le boulevard périphérique, et laissée volontairement en friche par la Défense de Paris pour des raisons militaires à la fin du XIXe siècle. L'Office de la Ville de Paris, aujourd’hui nommé Paris Habitat, engage alors les architectes expérimentés des premiers HBM, ce qui explique les similitudes entre HBM d'avant et d'après-guerre. Se développent alors des immeubles de briques orange, hauts généralement de six étages, qui sont mis à la disposition des foyers modestes de la capitale. 58 500 logements HBM sont construits entre 1921 et 1939.

## HBM du département de la Seine

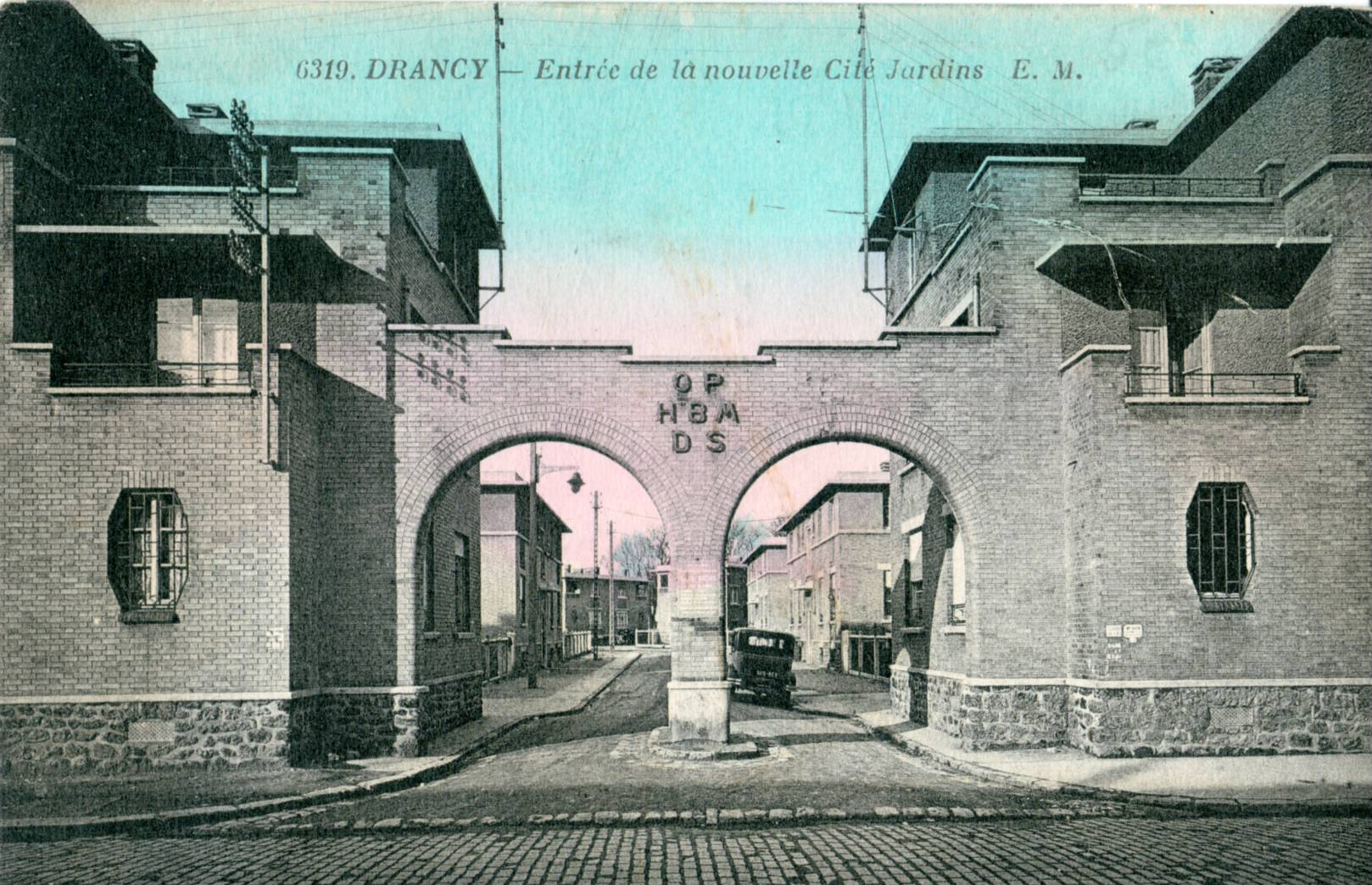
Le groupe de Drancy-I des HBM de la Seine.

L'office des HBM de la Seine, dirigé par le maire de Suresnes Henri Sellier, lance, entre 1921 et 1939, un programme de 15 cités-jardins inspirées des théories de l'Anglais Ebenezer Howard. Henri Sellier défend l'idée « des ensembles de logements propres à assurer la décongestion de Paris et de sa banlieue et à montrer que l'on peut assurer à la classe des travailleurs un logement présentant le maximum de confort matériel et de conditions d'hygiène ».
Toutes les cités-jardins d'Île-de-France sont cartographiées sur la page internet de l’Association régionale des cités-jardins d’Île-de-France.
Les architectes les plus connus ayant travaillé au sein de l'Office des Habitations à Bon Marché de la Seine sont les suivants : Joseph Bassompierre, Paul Sirvin, Paul de Rutté, Eugène Beaudouin, Marcel Lods, Léon Besnard, Raoul Brandon, Eugène Gonnot, Georges Albenque, Charles Heubès, Auguste Labussière, Alexandre Maistrasse, Gustave Majou, Maurice Payret-Dortail, Henri Provensal, Adolphe Augustin Rey, Henri Sauvage, Georges Vaudoyer, ou André Ventre.

## HBM du Rhône
Le département du Rhône crée son office public d'HBM sous la présidence de Laurent Bonnevay en 1919. Celui ci intervient surtout dans l'arrondissement de Villefranche-sur-Saône en construisant des logements dans les petites villes industrielles, telles que Thizy, Cours ou Tarare. C'est à partir de 1930 que ses réalisations se multiplieront sur la rive gauche du Rhône.
En 1925, Lyon compte, en plus de l'office public, deux sociétés de crédit immobilier et 29 sociétés anonymes d'HBM.

## Des HBM aux HLM
Dans le cadre du ministère de la Reconstruction et de l'Urbanisme qui considère le logement comme une compétence de l'État-providence, une loi de 1950 transforme les HBM en habitations à loyer modéré (HLM), qui deviendront peu après l'outil principal de l'État pour lutter contre la crise du logement de l'après-guerre, au moyen notamment des grands ensembles (plan Courant : industrialisation des chantiers, développement du 1 % patronal et de l'expropriation) et des zones à urbaniser en priorité. Désormais, des normes de revenus sont fixées pour l'accès au logement social.
Toutefois, la notion d'HLM se rapportant essentiellement à des règles de financement et de gestion du logement, il est abusif de considérer que cette appellation induit nécessairement l'octroi d'un logement collectif aux locataires. De nombreux organismes HBM (puis HLM) ont, en effet, construit également des maisons sous le statut de logement social.

## Citations
- Au début de Mort à crédit, Céline décrit ainsi les HBM :

« Quand j'ai déménagé de Rancy, que je suis venu à la Porte Pereire, elles m'ont escorté toutes les deux. C'est changé Rancy, il reste presque rien de la muraille et du Bastion. Des gros débris noirs crevassés, on les arrache du remblai mou, comme des chicots. Tout y passera, la ville bouffe ses vieilles gencives. C'est le "P.Q. bis" à présent qui passe dans les ruines, en trombe. Bientôt ça ne sera plus partout que des demi-gratte-ciel terre cuite. »